# توتلي كوتشك
توتلي كوتشك (بالفارسية: توتلی کوچک) هي قرية تقع في غلستان في إيران. يقدر عدد سكانها بـ 1,026 نسمة .